# Džus

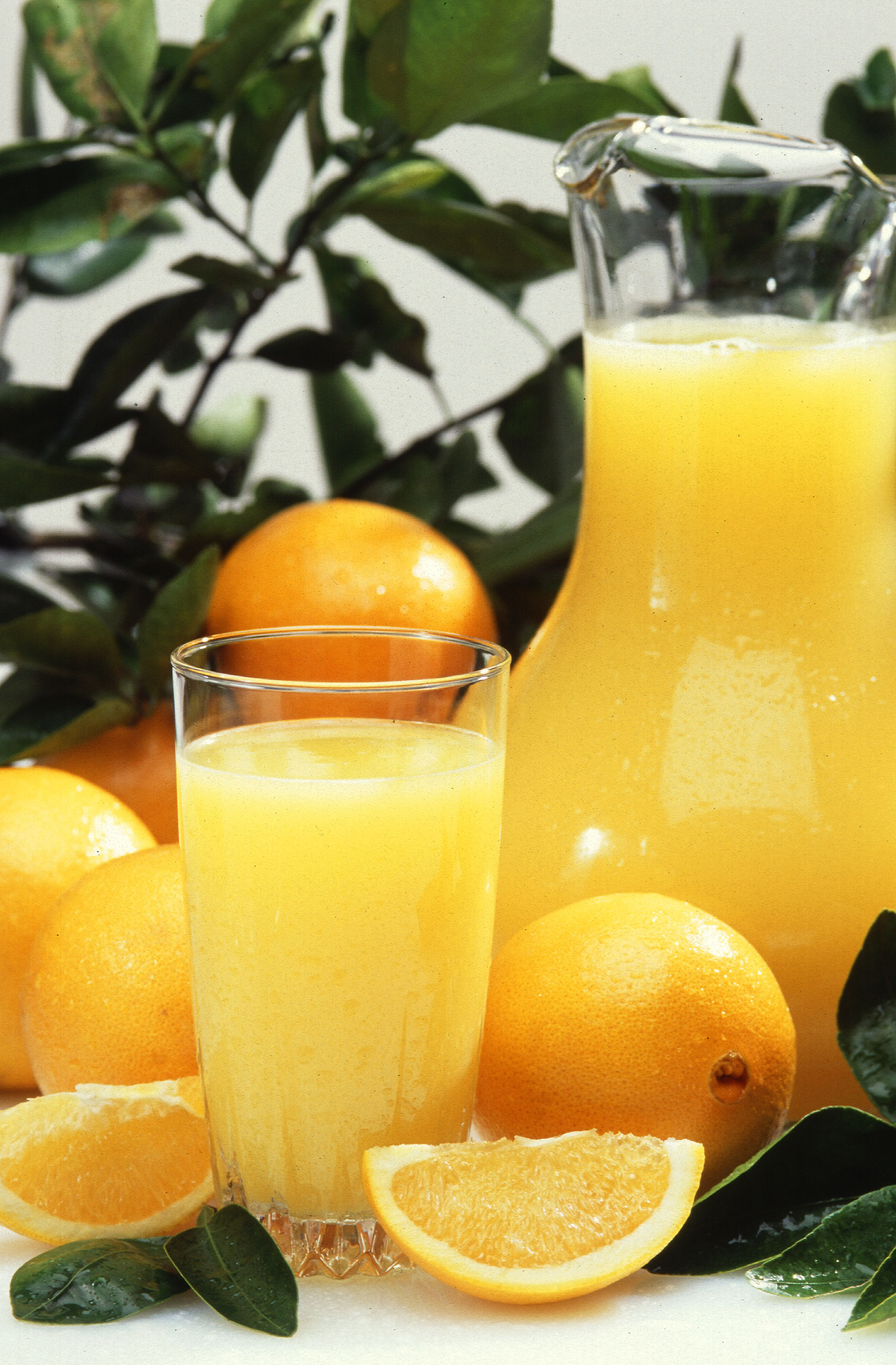
Pomerančový džus

Džus (z angl. juice [džu:s], šťáva) je šťáva připravená lisováním ovoce nebo zeleniny. Existují džusy jednodruhové nebo smíšené z několika druhů ovoce. Oblíbený je například pomerančový džus, který je vyráběn z plodů pomerančovníku. Džusy se dodávají i ve formě koncentrátu a ředí se pak do původní hustoty vodou. Koncentrát může být vyroben na místě sběru a převezen do jiného zpracovatelského závodu poblíž místa prodeje a doplněn vodou tam (v podstatě to znamená vyloučení vody, která je v ovoci nebo zelenině obsažena, z procesu přepravy na místo určení, a tedy i určité snížení nákladů). Většinou ale dojde i k většímu či menšímu zhoršení chuti. Džusy z čerstvého ovoce nebo zeleniny, které neprošly dehydratací, jsou většinou chutnější a dražší. Většinou se prodávají 100%, které by měly dosahovat stejného poměru obsažených látek jako původní šťáva, k dostání jsou ale i levnější řidší varianty (ty se nazývají nektary). Aby se zvýšila trvanlivost džusů při běžném prodeji, jsou pasterizovány, podobně jako mléko. Protože na ovocný obsah má vliv sluneční světlo, balí se džusy do světlo nepropouštějících krabic. Při delším působení běžné teploty a světla může u některých džusů (např. jablečných) docházet k fermentaci.
Rozdíl mezi moštem a džusem spočívá v tom, že zatímco mošt je přírodní ovocná šťáva, džus je koncentrován odpařováním vody i těkavých aromatických látek, před distribucí je pak opět naředěn a případně aromatizován.
Džusy obsahují především množství vitamínů rozpustných ve vodě, jako je například vitamín C; druh a množství obsaženého vitamínu či obsažených vitamínů závisí na ovoci nebo zelenině, z kterých se skládají.

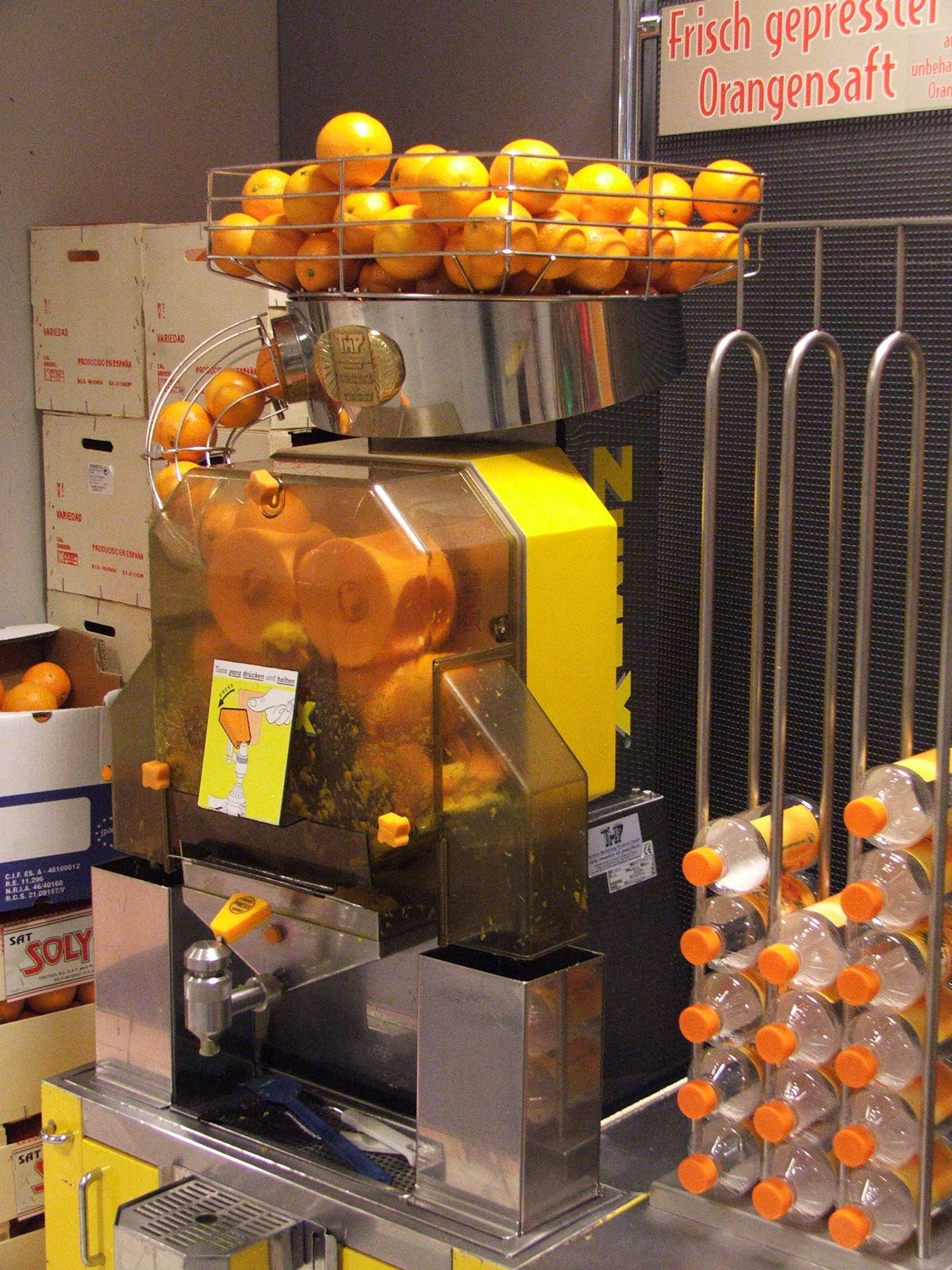
Profesionální výrobník čerstvého pomerančového džusu

Složení typického pomerančového džusu na 100 ml:
| Bílkoviny                                   | 1,00 g  |
| Sacharidy                                   | 10,00 g |
| Tuky                                        | 0,25 g  |
| Vláknina (v případě, že je obsažena i dřeň) | 0,10 g  |
| Vitamín C                                   | 0,04 g  |

## Druhy

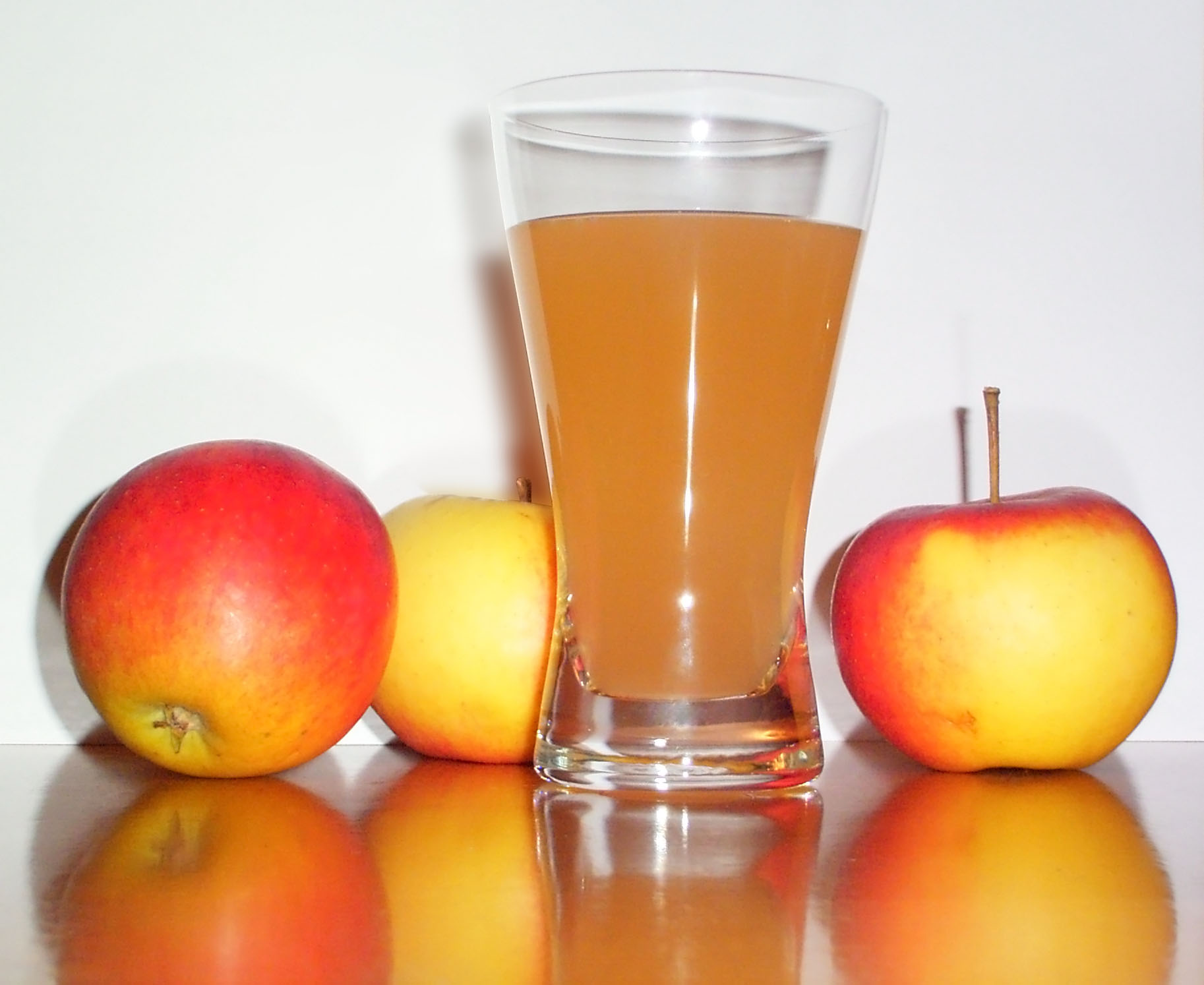
Jablečný džus s jablky.

Příklady ovoce, ze kterého lze vyrábět džus:
- broskev, meruňka, švestka, třešeň, višeň, hruška, jablko, citron, grapefruit, mandarinka, pomeranč, ananas, banán, kiwi, marakuja, jahoda, malina, rybíz, bez černý

Příklady zeleniny
- mrkev, rajče (rajčatový džus), špenát

Multivitaminový džus je směs šťáv různých druhů ovoce nebo zeleniny.